# My Only Wish (This Year)
Pour la chanson de Jessica Simpson, voir My Only Wish.
My Only Wish (This Year) est une chanson de Britney Spears sortie le 14 novembre 2000 au sein de la compilation Platinum Christmas. C'est une chanson sur le thème de Noël.